# 鷲尾精一
鷲尾 精一（わしお せいいち、1964年 - ）は、日本の実業家、湘南信用金庫理事長。

## 人物・経歴
1964年生まれ。1987年3月、立教大学経済学部卒業。同年4月、横須賀信用金庫（現・湘南信用金庫）に入庫｡信金マンとして支店勤務を重ね、本部では企業再生などに携わる。
長沢支店長､北久里浜支店長､本店営業部長、常務理事などを歴任。
｢経営の若返りを図り､2024年の創立100周年に向けて経営態勢を強化する｣との目的のもと、2020年6月、同金庫理事長に就任した。
本店のある横須賀エリアの経済基盤は企業数の減少に人口減少など、近年衰弱が著しい状況だが、現状打破の方策として、創業支援や起業家の育成などを打ち出している。セミナーの開催や開業資金のサポートなど、新たな事業をこの街に定着させ、経済活力を維持させるため尽力する。また、コロナ禍を受けて、自然環境の優れた場所で休暇を兼ねてリモートワークを行う「ワーケーション」が注目を集める中で、横須賀流のワークスタイルの提案をするなど、企業の誘致も推進している